# Devil's Peak
Devil's Peak es una película de suspenso policial estadounidense de 2023 dirigida por Ben Young y protagonizada por Billy Bob Thornton y Robin Wright. Se basa en la novela Where All Light Tends to Go de David Joy.
La película se estrenó en cines selectos el 17 de febrero de 2023, antes de lanzarse en formato digital el 24 de febrero de 2023. Recibió críticas negativas por parte de los críticos.

## Reparto
- Billy Bob Thornton como Charlie.[2]
- Robin Wright como Virgie.[2]
- Hopper Penn como Jacob McNeely.[2]
- Katelyn Nacon como Maggie.[3]
- Emma Booth como Josephine.[4]
- Jackie Earle Haley como Rogers.[4]
- Brian d'Arcy James como Bo.[4]
- David Kallaway como Gerald Cabe.[3]
- Jared Bankens como Jeremy Cabe.
- Mark Ashworth como Luke.
- Harrison Gilbertson como Toro.[3]

## Producción
Originalmente titulada Where All Light Tends to Go,el rodaje comenzó en Atlanta, Georgia, el 1 de noviembre de 2021.

## Recepción
En Rotten Tomatoes, la película tiene un índice de aprobación del 36% basado en 22 reseñas, con una calificación promedio de 5.1/10. En Metacritic, que utiliza un promedio ponderado, la película tiene una puntuación de 38 sobre 100 basada en 8 críticos, lo que indica «críticas generalmente desfavorables».
En una reseña para Variety, Murtada Elfadl elogió las actuaciones y los personajes de la película, pero dijo que «se desmorona debido a la actuación inexperta de Penn», destacando además la «dedicación» de Wright y los monólogos de Thornton que el mismo «roe con deleite». Brian Tallerico para RogerEbert.com le dio a la película 1 de 4 estrellas, considerando la película en general «atroz», la actuación de Penn «una actuación sombría, sin brillo, que se convierte en un agujero negro en el centro», Thornton interpretando una «versión caricaturesca de la amenaza», y una «excelente» Wright subutilizada debido a su personaje.